# Manuel Fernando de Aramburú
Manuel Fernando de Aramburú y Frías (San Carlos, provincia de Salta, 1770 - Cafayate, septiembre de 1843) fue un militar rioplatense que combatió en el bando realista durante la guerra de independencia de la Argentina.

## Biografía
Se educó en España, donde ingresó en el ejército.
Regresó al Virreinato del Río de la Plata a fines del siglo XVIII, instalándose en Buenos Aires, y en 1803 regresó a Salta. En 1806 se unió a las fuerzas de su provincia que acompañaron al virrey Sobremonte en su fracasada campaña de reconquista de Buenos Aires, durante las Invasiones Inglesas.
En 1810 apoyó la Revolución de Mayo y votó a favor del reconocimiento de la Primera Junta en el cabildo abierto celebrado en Salta. Votó como candidato a diputado en la Junta Grande a Francisco del Tineo, aunque en definitiva el diputado electo resultó Francisco de Gurruchaga. El éxito de éste lo llevó a temer por el triunfo de posiciones demasiado revolucionarias para él.
En octubre de 1811 fue enviado con un piquete de soldados por el gobierno salteño a Pastos Grandes, en la Puna salteña, para interceptar posibles espías y contrabandos realistas. En esa oportunidad se pasó al bando realista y apoyó el avance del ejército de Pío Tristán. Formó parte del cabildo abierto de enero de 1812, por el que Salta declaraba volver a la obediencia del rey de España. Después de la batalla de Tucumán firmó una tregua con los patriotas, por lo que no peleó en la batalla de Salta.
En 1815 formó un escuadrón de caballería en San Carlos, con el cual abrió un nuevo frente en el interior de la provincia, luchando contra los patriotas. Se unió a las fuerzas del general Joaquín de la Pezuela en su retirada hacia el Alto Perú y participó en dos combates en Tarija y Humahuaca. En esta segunda batalla fue herido de bala en la lengua, perdiendo el habla.
Permaneció en el ejército realista del Alto Perú durante el resto de la guerra de Independencia, alcanzando el grado de coronel.
A principios de 1825, al recibir la noticia de la derrota de su causa en la batalla de Ayacucho, desertó y regresó a Salta.
Se dedicó a la administración de sus haciendas y fue el fundador de la ciudad de Cafayate. Su última actuación pública fue en 1834, cuando participó en los movimientos políticos que terminaron con la caída del gobernador Pablo Latorre.